# Freudiansk felsägning
En freudiansk felsägning är inom psykoanalysen ett begrepp uppkallat efter Sigmund Freud och innebär att en person avser att säga en sak, men av misstag säger något annat. Det av misstag sagda är då, enligt psykoanlytisk teori, det som personen faktiskt menar, på ett halvt omedvetet plan.
Felsägningen anses, enligt denna skola, vara ett tecken på en bortträngd längtan, till exempel av sexuell karaktär eller något som på annat sätt socialt sett är olämplig att yttra.
Exempel:
- - Ska vi spela vårt favoritspel?
- - Nej. Jag menar jo, det är jättekul.

"Nej" är i exemplet ovan den freudianska felsägningen och representerar personens egentliga åsikt som filtrerat genom överjaget får en innebörd anpassad till den sociala situationen. En freudiansk felsägning är alltså när överjaget inte "hinner med" att censurera våra tankar.
Vid till exempel rättegångar eller polisförhör används ibland en teknik med att ställa snabba korta frågor med förhoppning att vederbörande inte hinner tänka ut en passande lögn utan försäger sig[källa behövs]; alltså en freudiansk felsägning i termens mer generella betydelse. 